# Above
Above è l'unico album realizzato dal supergruppo statunitense Mad Season.
Pubblicato il 14 marzo 1995 dalla Columbia Records, raggiunse la posizione 24 della Billboard 200 il 1º aprile dello stesso anno e rimase in classifica complessivamente per 27 settimane.

## Il disco
Above è il prodotto di una collaborazione tra musicisti provenienti da alcune tra le band più influenti del panorama musicale rock degli anni novanta: Layne Staley degli Alice in Chains, Mike McCready dei Pearl Jam e Barrett Martin degli Screaming Trees, con l'aggiunta del bassista John Baker Saunders dei The Walkabouts. I brani I'm Above e Long Gone Day vedono inoltre la collaborazione di Mark Lanegan, cantante degli Screaming Trees, alla voce.
Nell'album si mischiano diverse sonorità, che vanno dal grunge, al rock più classico, passando per il blues.
Dall'album vennero estratti i singoli River of Deceit e I Don't Know Anything. Il primo si posizionò al 9º posto della classifica Alternative Songs di Billboard, mentre il secondo raggiunse la posizione 20 della classifica Mainstream Rock Songs.
Nel 2013 è stata pubblicata un'edizione rimasterizzata contenente la cover di John Lennon I Don't Wanna Be a Soldier Mama e quattro tracce aggiuntive che avrebbero dovuto far parte di un secondo album mai realizzato.

## Tracce
Testi e musiche di Barrett Martin, Mike McCready, John Saunders, Layne Staley, Peter Buck (coautore in "Black Book of Fear").
1. Wake Up – 7:38
2. X-Ray Mind – 5:12
3. River of Deceit – 5:04
4. I'm Above – 5:44
5. Artificial Red – 6:16
6. Lifeless Dead – 4:29
7. I Don't Know Anything – 5:01
8. Long Gone Day – 4:52
9. November Hotel – 7:08
10. All Alone – 4:12
11. Interlude* – 0:43
12. Locomotive* – 4:34
13. Black Book of Fear* – 6:08
14. Slip Away* – 5:39
15. I Don't Wanna Be a Soldier* (John Lennon) – 5:52

*2013 Deluxe Edition bonus track

## Formazione
- Layne Staley - voce, chitarra
- Mike McCready - chitarra elettrica e acustica
- John Baker Saunders - basso
- Barrett Martin - batteria, percussioni, contrabbasso, violoncello, marimba, vibrafono
- Mark Lanegan - seconda voce in I'm Above, Long Gone Day. Voce solista in Locomotive, Black Book of Fear, Slip Away.
- Skerik (Nalgas Sin Carne) - sassofono in Long Gone Day